# Over Drive (漫画)
『Over Drive』（オーバードライヴ）は、安田剛士による日本の漫画作品。『週刊少年マガジン』で2005年24号から2008年24号まで連載された。自転車ロードレースを舞台としている。話数カウントは「○rpm」。タイトルの由来はJUDY AND MARYの同名の曲から。略称は「オバドラ」。2008年3月時点で累計発行部数は250万部を突破している。
テレビアニメ化されたほか、原作漫画の後日談に当たるストーリーの小説化もされた。

## あらすじ
「自転車部に入らない?」大好きな深澤さんからそう言われた自転車に乗れない高校生篠崎ミコト。
「自転車部」がなんなのか分からないまま夢中で練習を始め、苦難の末に自転車で疾走したとき、15年間くすぶりっぱなしのミコトの心の中で何かがはじけた!

## 登場人物

### 桜ヶ丘高等学校（神奈川）

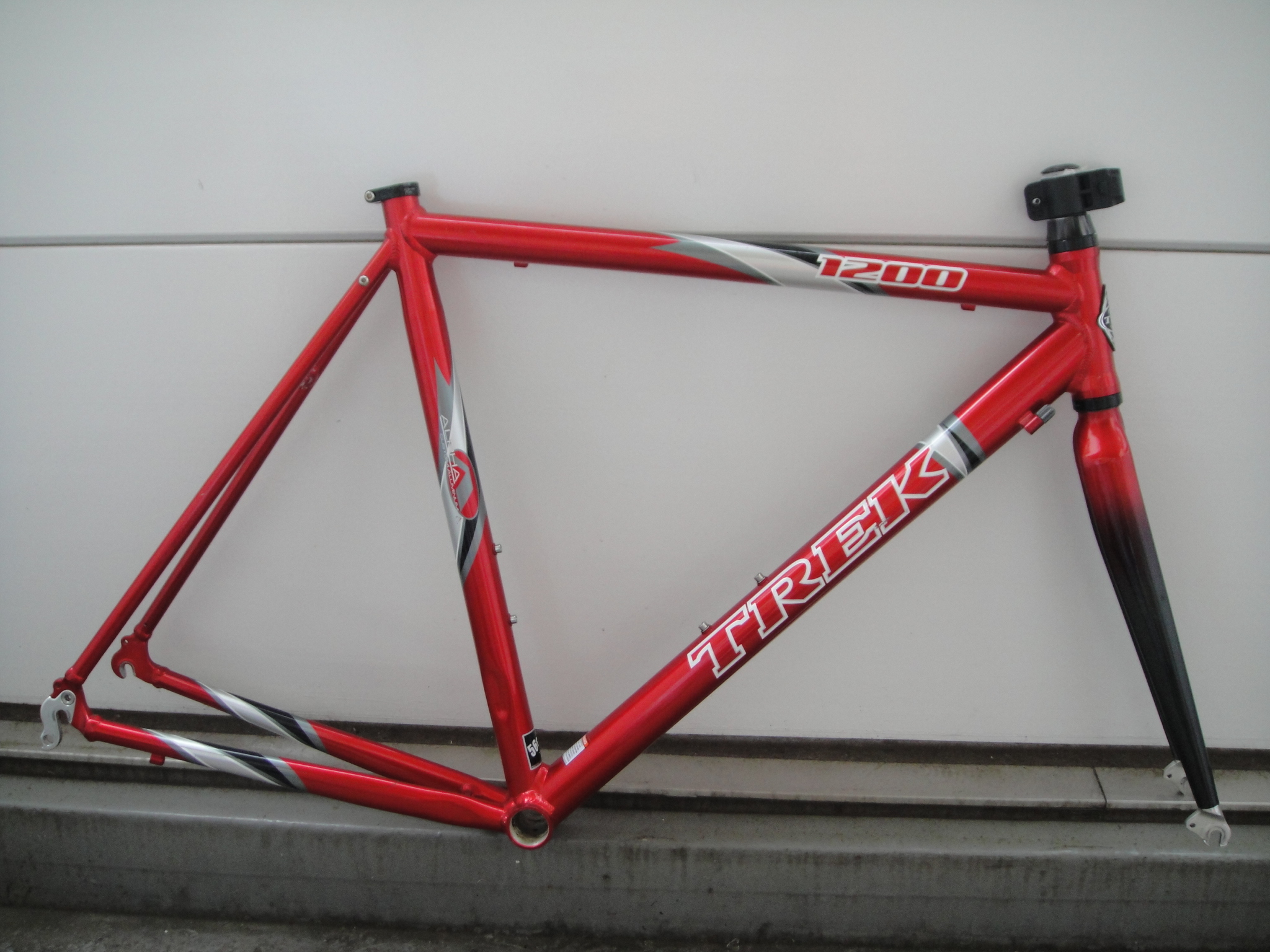
篠崎ミコトが乗る2004年型のTREK 1200

篠崎ミコト（しのざき ミコト）
声 - 梶裕貴 / 子供時代 - 石塚さより
160cm、50kg、高校1年生、脚質：スプリンター トルク型
主人公。内気で運動音痴。苦手なものはニンジン、ピーマン、水泳とかなり子供っぽく、天然ボケの気がある。小さい頃はよく自転車に乗っていたが、事故にあってから乗らなくなった（本能的に覚えている感じで、意識的には忘れている）。
高校生になって中学時代から憧れていたゆきに誘われたことがきっかけで、再び自転車に乗れるようになり、自転車部に入部。使用するロードバイクはトレック1200（このロードバイクは遥輔と寺尾がアルバイトで貯めたお金で買ったもの）。
登りにおいて、重いギアを使った強烈な加速で相手を振り切る走りを武器とする。小さな体と強靭な筋力、長い手足、柔軟な筋肉、高い視力を併せ持つため、寺尾に完璧な選手になりうると思われている節がある。
遥輔や寺尾、大和、ゆきといった面々から指導・刺激を受けながらトレーニングを重ね、初めて出た桜ヶ丘ロードレースで山岳賞を獲得するが、トップとの時間差がつきすぎたため失格となる。
大好きなゆきのアドバイスは忠実に守るが、それ故に壁にぶつかっていた。だが、新たにゆきに指導され、更なる進化を遂げた。その際、ゆきに一番になることを約束する。
高校選抜では嘉穂が決めた出走順では第3走者を務める予定であったが、ゆきの策略によってアンカーを任されることになる。
高校選抜にて、出走前に自分の自転車の置き忘れに気付き、そこへ自転車を運んできてくれたゆきに、「ありがとう」と言おうとして、誤って「好きです」と告白をしてしまう。大和は「凄い現場に遭遇してしまった」と鼻血を流し、ゆきは「もう一度ここにくるまで考えさせて」と、返事を保留した。
平柳とは話しているうちに仲良くなり、走行中に北原が使用していた深層心理上の会話により親友と確かめ合う。
モズクアイスが好物。
深澤遥輔（ふかざわ ようすけ）
声 - 保村真 / 子供時代 - 愛河里花子
188cm、80kg、高校3年生、脚質：スプリンターに近い 回転型 得意分野：ダウンヒル
自転車部のキャプテン。傍若無人、傲岸不遜。幼少期はかなり病弱な体質だったが、現在その面影は全くない。
実力はあるのだがその性格からチームメイトに恵まれず、勝てたことは数えるほどしかない。ついたあだ名は「無冠の帝王」「万年2位（エターナルセカンド）」。トレードマークは金髪。子供の頃から金髪にしていて妹から不良と言われた際に単行本第3巻で「馬鹿だなお前　自転車世界一は金髪だよ　みんな」と言い返したシーンがあった。
ダウンヒルではノーブレーキのままペダルを高速回転させて、猛スピードで疾走しその走りはまさに芸術。さらに高校選抜レースではブレーキを使わず、上体をあげ空気抵抗により減速するという神技の走りをしてみせた。
医者からはまもなく失明する恐れがあるので、自転車に乗ることをやめるように言われているが、それを隠して高校選抜のレースに出場している。本来はアンカーを務めるはずだったが、第3走者となる。大和からたすきを受け取る際、自分たちはチームであるという旨を大和に伝えてスタート。しかし、奇しくも鷹田が第1走者を務めた陸崎東以外はエースが集い何故か兵藤まで加わった第3走者で激闘を繰り広げる。レースでは前半のハイペースがたたり竜宮峠でのヒルクライムで2位集団に1分半もの差をつけられるが、同峠での下りで一気に北原、雲飛、兵藤をぶち抜きトップの綾瀬にせまった。しかし下り終えた直後から目がかすみはじめ4回目の下り坂では4者横並びのまま下り終える。そして最後の1キロほどの登りで逃げを成功させ1位でゴール。タイムも鷹田大地のタイムを大幅に更新するという驚異的なタイムだった。弱点は体が大きいことと肺活量。巨体ゆえに登りが苦手であるものの、スプリント型でメンバーの中では競輪に一番向いているタイプ。
寺尾晃一（てらお こういち）
声 - 野島健児 / 子供時代 - 比嘉久美子
175cm、65kg、高校3年生、脚質：オールラウンダー
遥輔の幼馴染で自転車部の副キャプテン。自転車部の実務はもっぱら彼の仕事。深澤兄妹にしょっちゅういじり回されている苦労人だが、遥輔の走りを生かせるのは自分しかいないと思っており、遥輔のために桜ヶ丘高校に自転車部を作った。家は自転車屋。両親は離婚しており、母親は家を出て再婚して子供も産んでいる（ただし、寺尾のことも大事に思っている）。
レース前の徹底的な研究と冷静な走りが持ち味で、「精密機械」と呼ばれる。仲間のサポートにも秀でていたが、相手選手やコースの研究、自チームのサポートを一手に引き受けてくれる嘉穂の入部によって、寺尾自身の負担がかなり軽減された。合宿前、高校レース界の皇帝・鷹田大地に遥輔以上の実力があると見込まれ引き抜きを受けたが、鷹田より自分の方が実力が上であるという旨の挑発をして断るなど、自分の実力にはそれなりの自信を持っている。
根っからのアシストタイプのレーサー。レースではエースの保護をしたり戦況を確認するために下がったりといった守備的な走りをしていたが、本来の素質は相手チームをかき回す攻撃的な走りであり、高校選抜のレースでは、第一走者として鷹田と熾烈な争いを繰り広げた。しかし、残り2kmというところで落車。ケガをした足で中継地点まで歩いてきたため再起不能がささやかれている。
大和武（やまと たけし、クロスケ）
声 - 谷山紀章 / 子供時代 - 伊藤実華
172cm、58kg、高校1年生、脚質：クライマー 回転型
幼少期フランスに住んでいた影響でロードレースに出会う。ミコトとはクラスメイトで、友人でありライバルでもある。他人を寄せつけない孤高の雰囲気を漂わせるが、部室にある遥輔のエロ本を発見して、思わず見入るなど、ムッツリスケベな一面も。14歳になるまでフランスに住んでおり、そこでプロチームからの誘いを受けていたほどの実力を持つ。
母親は静岡の旧家の娘である大和アコ（故人）、父親はスペイン人でロードレースにおけるクラシックレースの王者であるパトリック・アンナだが、アコがアンナに知らせることなく、生んだ私生児である。あと「さや」という妹が一人いるが、彼女は血縁上は従姉妹であり、家庭環境に恵まれなかった彼女を同様な状態だった大和が妹として引き取ってもらったという経緯があるため、本当の兄妹ではない。
真っ黒なウェアを愛用することからクロスケと呼ばれている（高校選抜レースでは途中で暑さのためにそのウェアを脱いだのだが、下にチームジャージを着込んでおり、本人が意図せぬところでパフォーマンスとなって、観客を沸かせた）。愛車はLOOK KXだが、高校選抜ではカレラを使用。真黒な自転車とウェアを好んで使うことからクロスケと呼ばれるようになっている。
ふだんはわざわざ重いフレームに乗っており、レースにおける登りでは鬼のような強さで他を圧倒する一方、大和のことを知って、その存在を憎む父親に脚を折られた過去を持つせいで、下りではスピードを出すことができなかった。
だが、高校選抜レース中に母と過ごした貧しくも輝いていた日々と「あんたはロードレーサーになるの」という言葉を思い出し、スピード中毒と言われるほど速かった本来の走りを徐々に取り戻していくと共に信頼できる仲間の大切さを認識する。
第二走者を務める高校選抜レースでは、寺尾の思いを受け取り、18分の差を埋めるべく激走。ついにトップに追いつき、チャモや磯崎と激戦を繰り広げたが、ラストの十国峠を下った所で力尽き、最後は和歌野にも交わされ、4位でゴール。総合タイムでは鷹田に3秒差、たすきを渡す前の遥輔とのやり取りが無ければ実質トップという凄まじいタイムだった。
深澤ゆき（ふかざわ ゆき）
声 - 名塚佳織
165cm 高校1年生
ヒロイン。深澤遥輔の妹。ミコトと同じ中学出身で、高校でもクラスメイト。
美人だがルールに従うことを嫌い、毎朝わざと遅刻してくるなど、非常に自分勝手な理屈で動く。
また、かなりルーズな性格で自転車部のマネージャーだが、実際には仕事をほとんどしておらず、勝手に部費を使ってジュースを買うなどあまりやる気が見られない。最初にミコトを誘ったのも遥輔に「新入部員を連れて来たら小遣いをやる」と言われたためだった。
だが、自転車に夢中になるミコトの姿を見て、ゆき自身の姿勢も変化し、ミコトに惹かれ始める。ペダルを回すコツを教えたり、合宿で特訓に付き合うなどして、少しずつミコトをサポートするようになり、ミコトに一番になるよう約束させる。このミコトの熱い気持ちを汲んで、高校選抜では、嘉穂の書いた出走順を勝手に書きかえ、ミコトをアンカーにした。
レースでは第2補給ポイントで給水係を務めたが、寺尾にボトルを渡した後、寺尾が落車してしまい心配になり給水どころではなくなったので、サポートカーに乗ってスタート地点まで戻ってきた。
朝日嘉穂（あさひ かほ）
声 - 矢作紗友里
高校1年生
ミコトたちのクラスメイトでメガネっ娘。社長令嬢で過保護に育てられたため、友達付き合いが苦手。ゆきの容姿と性格に憧れを抱いている。
父の会社がスポンサーを務める桜ヶ丘ロードレースを見に行き、「私と似ている」と思っていたミコトの壮絶な走りを目撃し、これに触発され「自分も変わりたい」という思いから自転車部に入部した。愛車はコルナゴ。
ただ、ゆきがマネージャーらしいことをしていないせいで、実質的には選手とマネージャーを兼任している。
部員のことを信頼しており、高校選抜では寝ずに相手チームを研究し、自チームの出走順を決める（後に無断でゆきに一部変えられるが）など、懸命にチームをサポートしている。レースでは第1補給ポイントで給水係を務め、祈りを込めて部員一人一人にボトルを渡している。

### 陸崎東高等学校（愛知）
鷹田大地（たかだ だいち）
174cm 62kg 高校3年生 脚質：オールラウンダー
自転車の名門校である陸崎東高校の主将でエース。無表情。左頬に傷がある。高校レース界ではNO.1と言われ、圧倒的な実力を誇り、「皇帝」と呼ばれる。愛車はInter Max。モデルはInter Max創業者の今中大介（コミックス12巻より）。
「自転車に無駄がないのならば、乗り手も無駄をなくすべきだ」というのを信条とし、鍛え上げられた肉体の体脂肪率は9%（ただ、実業団クラスなら6〜7%、トッププロなら4〜5%が標準なので、あくまでも高校生レベルの肉体である。コミックスでは7%に修正されている）。
自転車に限らず、ふだんの生活においても徹底的に無駄をなくそうとしており、会話をする際には、漢字二文字だけで話すことをポリシーとしているほど。
元は登りを得意とするクライマータイプだったが、レースを重ねるたびに変化・進化していき、現在はオールラウンダーとなった。
高校選抜では先手必勝で第一走者を務め周囲を動揺させ、寺尾が落車するまでトップ争いの死闘を演じた。トップタイムで磯崎にたすきをつなぐ。
綾瀬太郎（あやせ たろう）
165cm ??kg 高校2年生 脚質：スプリンター
規律や統制を嫌うため陸崎東というチームはあわないが、鷹田大地と一緒にいると居心地がいいと感じている。高校選抜レースでは龍、兵藤、遥輔、北原、という各チームのエースやトップレーサーにハイペースで追われながらも、鷹田と磯崎のリードを守り逃げ続ける独走力を見せたが最後に追いつかれてしまった。たすきを渡すときには1秒でもタイムを稼ぐためジョニーの自転車を押しロケットスタートさせた。高1の頃、試合中にパンクした鷹田に、チームの勝利のためには自分ではなく鷹田が走った方が良いと言い、自分のタイヤをわたしたことがある。試合前の嘉穂のノートにはスピードマンと書かれていた。
磯崎宅（いそざき すぐる）
170cm ??kg 高校3年生 脚質：クライマー
過去のレースで鷹田と一度だけ並走していたことがある。入学式の日に以前から尊敬する鷹田が隣に座っており、自分のことを覚えていないだろうと思ったが話しかけようかどうか迷っていたところ、鷹田が自分のことを覚えており、鷹田の方から名前を呼んでもらったことがきっかけで、彼についていくことを決意。普段から漢字二文字でしか話さない鷹田の意図をくんで周囲に伝える役目も務めている（ただし彼を介さないと鷹田と話せない人が多いのを良いことに、都合の悪いことは伝えなかったり、あることないこと付け加えたりして結構腹黒い）。
高校生としては日本一のクライマーと言われており、高校選抜レースでは、猛追してくる大和とチャモをつぶすべく、あえて途中でペースダウン。わざと二人に追いつかせてから、水中で3分間息を止めていられるほどの肺活量を利用して、延々と続くダンシングの勝負に引きずり込んだが、大和の粘りに予想以上の苦戦を強いられた（心の中で大和のことを「強者」の2文字で片付けた鷹田に「怪獣」だと突っ込んだ）。しかし、1位は死守して綾瀬にたすきをつなぐ。
ジョニー
 ???cm ??kg 高校1年生 脚質：クライマー
自称、名門陸崎東の「高速流れ星」。ミコトを遥輔と勘違いし、ロードレースでのタイマンの勝負を申し込む。
周囲の人から疎外され、暴力に明け暮れて夜の街で育つが、ある日鷹田と衝撃的な出会いをし、鷹田に一生ついていくことを決める。その出会いに深く関係している「肉饅」という名称を鷹田につけられる。サドルを極端に高く上げているのが特徴。マルコ・パンターニを崇拝しており、山以外は切り捨てたスタイルをとっている。

### 日帝大附属高等学校（北海道）
北原ヨシト（きたはら ヨシト）
高校2年生
“北の戦闘集団”日帝大附属高校の絶対的エース。「最果ての巨人」の異名を持つ。他人の脚質（おそらく走り方のこと）を盗むとされ、遥輔の走りを完璧にトレースするほどの実力の持ち主。
孤児である自分たちを引き取り、育ててくれた老夫婦の借金返済のためにレースに出て賞金を稼ごうと考えている。
過去に世界ジュニア選手権で優勝したが、ドーピング疑惑により優勝を剥奪。北原自身ドーピングは1度もしていないが、生まれつきヘマトクリット値（血液中赤血球濃度を示す数値）が高い（つまり、ヘモグロビンの量が多い）特異体質のため、ドーピングをしたという誤った判断をされた。黒鉄観音が検査した場面で52%という表示が出ているが1999年ジロ・デ・イタリアでのマルコ・パンターニの大会最終日前日の検査の数値と同じである。
重度のアニメオタクであり、いつもアニメグッズを持ち歩いているほか、自転車に乗っているときに好きなアニメ「魔法少女リリアン」のポーズを決めたりもしている。
高校選抜では周囲も驚きの第3走者を務め、落胆しつつも懸命に走り切った和歌野を労い、たすきを受け取り遥輔らと死闘を繰り広げる。またなんと足を負傷している要（ケン）の代わりに第4走者としても走っている。
なお、高校選抜に出ている4人は非常に仲が良い。
沖田清司（おきた せいじ）
 ???cm ??kg 高校2年生 脚質：クライマー
北原の幼馴染で同級生。
高校選抜のレースでは先行する寺尾と鷹田をサラとともに必死に追撃。あと一歩まで迫ったが、結局2人に引き離されてしまった。最終的にはサラを交わし、寺尾の落車もあり、2位でゴール。第2走者の和歌野が自信がなくて怖気づいていたが、チーム一の根性で鍛錬を積んでいた和歌野を励まし、たすきを渡す。
和歌野敬（わかの たかし）
 ???cm ??kg 高校2年生 脚質：クライマー
登りは苦手だったが、北原から「クライムは才能より根性だ」と命令され、「根性なら誰にも負けないだろ」と説得されてクライマーとなった。チーム一の根性で、夏でも厚着をして減量したり、コツコツとトレーニングに励んできた努力家。
第二走者を務めた高校選抜レースでは、沖田に激励され満を持してスタート。しかし、すさまじいスピードで差を詰め、抜き去っていった大和とチャモに根性では埋められない才能の差を見せつけられ愕然とする。大和とチャモの走りに驚愕したときの心理状態を引きずり、「ヨシトさん」とうわ言でつぶやきながらヘトヘトで北原にたすきをつなぐも、持ち前の根性で集中力は切らさずに最後は地力を発揮し3位でゴールする。結果、タイムは磯崎より速く、たすきを渡す際、北原に「クライマーにしてよかった」「一番良い走りだった」と賞賛され、歓喜の涙を浮かべた。

### 城寶学院高校（静岡）
龍雲飛（ロン ウンフェイ）
脚質：オールラウンダー（パワーライダー）
在日中国人の3世、自分の居場所は中国でも日本でもなくサドルの上のみと考えている。圧倒的な肺活量を誇り、それ故に巨体でありながらもヒルクライムも可能である。また色盲であり、自分と同じく特殊な目を持っている遥輔を特別視している。体脂肪率5%を切っている。
サラ・グールヴィッチ
191cm 80kg  脚質：スプリンター
ウクライナ出身。恵まれた体格を活かし、ロビー・マキュアンのように単独でも他人を利用して、巧みに勝利を奪うタイプのスプリンター。だが、その勝ち方から「ハイエナ」と呼ばれて嫌われ、失意のうちに日本へ留学。龍に誘われて再びレースに参戦することを決意し、自転車部に入部する。
高校選抜のレースでは先行する寺尾と鷹田を、沖田とともに必死に追撃。あと一歩まで迫るが、結局2人に引き離され、沖田にも競り負け、チャモにたすきを渡す際、罵倒されてしまった。
レイチ・リベイロ・チャモ
156cm 高校1年生 脚質：クライマー
極貧のなかで成長。生きるためにロードレースで走って金を稼ぐことを選択した。そうした背景があるため仲間というものを嫌い、自分だけしか信用せず、敗れた相手にも容赦しない。悪意が人の姿をとったような男で、勝つためなら手段を選ばない気がある。
しかし、かつて大和と一度戦って破っているほど登りに強く、その実力はまぎれもない本物。外国生まれだが、日本語はペラペラ。喫煙と不気味な笑い方が特徴。
大和のことを自分と同じタイプの人間と見なしてライバル視しており、高校選抜レースでは、第2走者で偶然にも同走の大和に「運命」と皮肉を言い、あえてアドバンテージを捨てて待ち、バトルを開始。それでも先行する集団をごぼう抜きにして、トップに追いつく驚異的な走りを見せた。しかし、大和の粘りの走りと磯崎のダンシングを目の当たりにし、精神的に追い込まれフラフラでゴールする。2位でたすきをつないだが、それまでの愚行もあり、龍にたすきを渡す際、「故郷に帰りなさい」と言われてしまった。平柳とミコトの接戦の時に、沿道から飛び出て応援し、サラに意外がられている。好きなタバコはラッキーストライク。
平柳純（ひらやなぎ じゅん）
高校1年生 脚質：スプリンター
合宿先にある神社でミコトと出会う。ミコトとは話しているうちに仲良くなり、走行中に北原が使用していた深層心理上の会話により親友と確かめ合う。父は北海道、母は沖縄出身。幼いころ入退院を繰り返していたため、無意識のうちに相手の深層心理を読む癖がついた。ミコトと同じく、高校に入学してからロードレースの世界に入った。ミコトに対して、「深澤遥輔は僕が唯一勝てる見込みのある選手なんだ。」と発言していることから、遥輔のことについて何らかの情報を得ていることがうかがえる。手首にはリストカットの痕がある。

### その他
兵藤直人（ひょうどう なおと）
声 - 置鮎龍太郎
180cm、70kg、24歳、脚質：スピードマン
日本人の若手レーサーの中では最強の存在。オランダのクラブチームを抜けて、現在フリーで走っている。競輪出身で元スプリンターだが、限界を感じて肉体改造を行った。かなりの女好き。大阪弁。高校選抜レースでは何故か第三走者と一緒に走っており、北原や遥輔、龍らと死闘を繰り広げるが、竜宮峠を下りおえて少ししたところで自ら自転車を降りる。ただしこれには練習用のビンディングシューズ、自転車や自分のコンディションの調整をしていない、吸水性が悪い衣服、そしてすでにコースの三分の一を走っているなど様々な理由があり決して兵藤直人がほかの選手に劣っているわけではない。
パトリック・アンナ
大和の父親。スペイン人でロードレースのクラシックレースで活躍するクライマー。非情な性格だが母国では英雄扱いされており、それゆえなにか事件を起こしても警察が容易に手が出せないほどの存在。
アコとの馴れ初めや別れるまでの経緯は不明だが、勝手に彼女が大和を産んだこと、自分の血を分けた存在がいることに対しては憎しみに近い感情を抱いており、大和のふくらはぎにナイフでバツ印を切りつけるという行動に出ている。
大和アコ（やまと アコ）
大和武の母親。どんな状況でも明るく前向きだが、独断や決めつけで物事を進めることが非常に多く、結果として周囲が迷惑をこうむることが多い。家は静岡の旧家。
18歳の時、海外留学中にアンナと知り合って武を妊娠したが、そのことを知らせず帰国して一人で産むことを決意。実家を追い出され、道路工事のアルバイトなどで生活しながら武を出産。その後、再びフランスに渡った。
貧しい生活でもロードバイク関係への出費は惜しまず、幼い武にロードレーサーになるように命じ続けたのも彼女。各種レースで入賞する武の姿にいつも大喜びしていた。だが、武が14歳の時に体が病気に蝕まれていることが判明し、武に引きずられるようにして帰国。そのまま検査・入院となった（だが、そこでも医師の指示を無視して薬を捨てたり、ケーキを大食いしたりとわがままぶりは相変わらずだった）。
その後、病状の悪化に伴い生命維持装置なしでは生きられない体となり、意識不明のまま寝たきりになっていたが、武があるレースに出場した時に突然姿を現し、仲間を信じることの大切さを説いた後、その場に倒れて帰らぬ人となった。
倉田真紀（くらた まき）
声 - 久嶋志帆
鈴木雪子（すずき ゆきこ）
声 - 本多陽子

## 作中における諸問題
作者自身もエンターテインメント性を求めるために作品に非現実的な部分があることは承知しており、そのため人物像に力を入れているとコミックス内で語っている。それを踏まえたうえで現実に行うと危険な事柄については「作中と現実の相違点・矛盾」に、自転車やロードレースなどに関する用語や描写の間違い、一般に認められない用語については「用語・描写の間違い」に記した。詳細は以下を参照。なお、これらの事柄は作品の評価には無関係であることも述べておく。

### 作中と現実の相違点・矛盾
ヘルメットをかぶらないでレースに出場
通常のレースではJCF（日本自転車競技連盟）の規定により、ヘルメット無しでの出走は不可能である。また、安全の面からレース以外の走行時にもヘルメットをかぶることが推奨されている。作品ではキャラクターの描き分けのため、あえて被らせていない（コミックスに作者が記載）。ただし旧来のツール・ド・フランスなどのレースではヘルメットをかぶる選手は少数派であり映画「Vive le tour!」においてもヘルメットを着用している選手はいない、近代においても発汗や重量の関係からゴール前のスプリントの直前のみヘルメットを受け取りかぶるというパターンもよく使われていた。

### 用語・描写の間違い
序列一位
マガジン掲載時、第一話で使われた語。ツール・ド・フランスなどのロードレースにおける正しい表記は「総合」一位。
単行本では修正されている。
スプリンターヒル
主人公ミコトの脚質（得意分野）を表した語。登りでのスプリントを得意とするの意味で使われているが、「スプリンターヒル」という言葉は、ランス・アームストロングとクリス・カーマイケルの共著である『ミラクルトレーニング7週間完璧プログラム』の中で短く急な登りの呼称として使われているだけで、こうした脚質は存在しない。
フルアウター
もっとも重いギアの組み合わせである「アウター×トップ」の意味で使われている（もっともスピードが出せるが、多大なパワーを必要とするので、主に下りやゴール前のスプリントなどで使う）が、本来はインナーワイヤーがレバーからディレイラーまですべてアウターで被われていることを指し、作中のような意味合いは存在しない。
トレイン
2名以上で走行している時（同じチームかどうかは問わない）、十数秒から数分間隔で定期的に先頭交代をして一人一人の空気抵抗を減らしスピードアップ・維持を図る意味で使われているが、この行為は「ローテーション」と呼ばれる。
これに対して「トレイン」とは同じチームのメンバーが、ゴール前でスプリンターやエースを優勝させるため、あるいは先行して逃げている選手を追撃するため、さもなくば集団内での優位・安全を確保するためなどの理由で一直線に並んで走行・加速している状態を指し、ローテーションとの最大の違いは、1人が先頭になってメンバーたちを引き続け、力を使い果たした時点で後方に下がっていくことである（ただし追撃中の場合はチームメンバー2～3人でローテーションしつつ、走ることがある）。

## テレビアニメ
2007年4月3日から9月25日まで、テレビ東京ほかにて深夜に放送された。内容はほぼ原作どおり。バンダイチャンネル公式サイトでも配信されている。

### スタッフ
- 原作 - 安田剛士（講談社刊『週刊少年マガジン』連載）
- 監督 - 加戸誉夫
- シリーズ構成 - 小出克彦
- キャラクターデザイン - 岡勇一
- プロップデザイン - 北田勝彦
- 美術監督 - わたなべけいと
- 色彩設定 - 伴夏代
- 撮影監督 - 黒澤豊→青木孝司
- 編集 - 浜宇津妙子
- 音楽 - 大谷幸
- 音響監督 - 高寺たけし
- プロデューサー - 高畑裕一郎、千野孝敏、西沢正智、熊谷拓登
- 制作 - XEBEC
- 製作 - 桜ヶ丘市民ロードレース実行委員会

### 主題歌
オープニングテーマ「WINDER 〜ボクハココニイル〜」
作詞・作曲 - 和教 / 歌 - 少年カミカゼ
エンディングテーマ1「最果てのパレード」（#1 - 13）
作詞 - ガラ / 作曲 - 健一 / 歌 - メリー
エンディングテーマ2「恋涼み」（#14 - 26）
作詞・作曲 - 井手コウジ / 編曲 - 鎌田雅人 / 歌 - DEL

### 各話リスト
| 話数 | サブタイトル                                    | 脚本     | 絵コンテ         | 演出             | 作画監督               | 総作画監督      |
| ---- | ----------------------------------------------- | -------- | ---------------- | ---------------- | ---------------------- | --------------- |
| 1    | Boy meets bicycle. (Part.1)                     | 小出克彦 | つるやまおさむ   | 筑紫大介         | 石川健朝               | 岡勇一          |
| 2    | Boy meets bicycle. (Part.2)                     | 小出克彦 | DOJAG-A-GEN      | 黒田幸生         | 清水泰夫               | 岡勇一          |
| 3    | Cross the Rubicon.                              | 小出克彦 | 平尾みほ         | 孫承希           | 竹谷今日子 高見明男    | 岡勇一          |
| 4    | Every dog can be a lion.                        | 小出克彦 | 福島一三         | 田中一           | 澤田譲治               | 岡勇一          |
| 5    | Funky monkey baby.                              | 小出克彦 | DOJAG-A-GEN      | 黒田幸生         | 清水泰夫               | 岡勇一          |
| 6    | Give the devil his due.                         | 小出克彦 | ながはまのりひこ | ながはまのりひこ | 渡辺るりこ             | 岡勇一          |
| 7    | Hunger is the Best.                             | 小出克彦 | 西はじめ         | 石川健朝         | 近岡直                 | 岡勇一 北田勝彦 |
| 8    | Know your enemy as well as yourself.            | 小出克彦 | DOJAG-A-GEN      | 黒田幸生         | 清水泰夫               | 岡勇一 北田勝彦 |
| 9    | Little wings fly high.                          | 根元歳三 | 安藤貴史         | 安藤貴史         | 澤田譲治               | 岡勇一 北田勝彦 |
| 10   | Nobody knows.                                   | 小出克彦 | 平尾みほ         | 平尾みほ         | 石川健朝 高見明男      | 岡勇一 北田勝彦 |
| 11   | Once a chicken, always a chicken.               | 小出克彦 | DOJAG-A-GEN      | 黒田幸生         | 清水泰夫               | 岡勇一 北田勝彦 |
| 12   | Rules are made to be broken.                    | 千葉克彦 | ながはまのりひこ | ながはまのりひこ | 渡辺るりこ             | 岡勇一 北田勝彦 |
| 13   | Silent men are deep and dangerous.              | 根元歳三 | 大庭秀昭         | 加戸誉夫         | 近岡直                 | 岡勇一 北田勝彦 |
| 14   | The devil's children.                           | 小出克彦 | DOJAG-A-GEN      | 黒田幸生         | 清水泰夫               | 岡勇一 北田勝彦 |
| 15   | All good things come to an end.                 | 小出克彦 | 福島一三         | 高橋秀弥         | 高見明男               | 岡勇一 北田勝彦 |
| 16   | We are going to climbing.                       | 千葉克彦 | つるやまおさむ   | 石川健朝         | 石川健朝               | 岡勇一 北田勝彦 |
| 17   | Zeal is runaway horse.                          | 根元歳三 | DOJAG-A-GEN      | 黒田幸生         | 清水泰夫               | 岡勇一 北田勝彦 |
| 18   | Deeds, not words.                               | 小出克彦 | 加戸誉夫         | 高橋秀弥         | 石川健朝 高見明男      | 岡勇一 北田勝彦 |
| 19   | Men are blind in their own cause.               | 根元歳三 | 平尾みほ         | 平尾みほ         | 岡勇一 北田勝彦        | -               |
| 20   | Prosperity makes friends, adversity tries them. | 千葉克彦 | DOJAG-A-GEN      | 黒田幸生         | 清水泰夫               | 岡勇一 北田勝彦 |
| 21   | Vision without action is a daydream.            | 根元歳三 | 大庭秀昭         | ながはまのりひこ | 渡辺るりこ             | 岡勇一 北田勝彦 |
| 22   | Uneasy lies the head that wears a crown.        | 小出克彦 | つるやまおさむ   | 安藤貴史         | 鳥宏明 川島勝 都竹隆治 | 岡勇一 北田勝彦 |
| 23   | Quick resentments are often fatal.              | 千葉克彦 | DOJAG-A-GEN      | 黒田幸生         | 清水泰夫               | 岡勇一 北田勝彦 |
| 24   | It's dogged that does it.                       | 根元歳三 | 加戸誉夫         | 高橋秀弥         | 高見明男               | 岡勇一 北田勝彦 |
| 25   | Joy and sorrow are next door neighbors.         | 千葉克彦 | DOJAG-A-GEN      | 黒田幸生         | 清水泰夫               | 岡勇一 北田勝彦 |
| 26   | You never know what you can do till you try.    | 小出克彦 | 大庭秀昭         | 石川健朝         | 石川健朝               | 岡勇一          |

※第3話のタイトルはテレビ放送時のものだが、テレビ東京のサイトでは「Boy Cross the Rubicon」となっている。

## 書誌情報

### 単行本
- 安田剛士 『OverDrive』 講談社〈マガジンKC〉、全17巻
  1. 2005年9月15日、ISBN 4-06-363581-3
  2. 2005年10月15日、ISBN 4-06-363590-2
  3. 2005年12月15日、ISBN 4-06-363617-8
  4. 2006年2月15日、ISBN 4-06-363633-X
  5. 2006年4月17日、ISBN 4-06-363659-3
  6. 2006年6月16日、ISBN 4-06-363683-6
  7. 2006年8月17日、ISBN 4-06-363709-3
  8. 2006年10月17日、ISBN 4-06-363736-0
  9. 2007年1月17日、ISBN 978-4-06-363776-2
  10. 2007年3月16日、ISBN 978-4-06-363807-3
  11. 2007年5月17日、ISBN 978-4-06-363831-8
  12. 2007年7月17日、ISBN 978-4-06-363853-0
  13. 2007年9月14日、ISBN 978-4-06-363886-8（限定版：ISBN 978-4-06-362092-4）
  14. 2007年11月16日、ISBN 978-4-06-363911-7
  15. 2008年1月17日、ISBN 978-4-06-363939-1
  16. 2008年3月17日、ISBN 978-4-06-363963-6
  17. 2008年6月17日、ISBN 978-4-06-363999-5

### 小説
- 安田剛士（原作） / 泉優二（著） 『OverDrive』 講談社〈KCノベルス〉、全2巻
  1. 「ツール・ド・フランスへの道」2007年5月1日、ISBN 978-4-06-373303-7
  2. 「シャンゼリゼを！ツールを目指せ！！」2008年6月14日、ISBN 978-4-06-373322-8

## その他
- 講談社はモバイルコンテンツとして『オーバードライブ 桜ヶ丘市民レース編』の自転車レース・ゲームアプリを配信している[4][5]。ダウンロードは有料。